# Ванг (Бавария)
Ванг (нем. Wang) — община в Германии, в земле Бавария.
Подчиняется административному округу Верхняя Бавария. Входит в состав района Фрайзинг. Население составляет 2462 человека (на 31 декабря 2010 года). Занимает площадь 31,19 км².